# Museo Arqueológico y Paleontológico de la Comunidad de Madrid
El Museo Arqueológico y Paleontológico de la Comunidad de Madrid (anteriormente denominado Museo Arqueológico Regional de la Comunidad de Madrid) fue creado el 27 de noviembre de 1997 mediante un Decreto del Consejo de Gobierno de la Comunidad de Madrid, a raíz del traspaso que se había hecho en 1985 a las comunidades autónomas de las competencias estatales en arqueología. Tiene su sede en Alcalá de Henares, ocupando el edificio del antiguo Colegio Convento dominico de la Madre de Dios, en la plaza de las Bernardas, a la que dan igualmente el Palacio arzobispal y el Convento de San Bernardo. Su inauguración tuvo lugar el 25 de mayo de 1999.

## Sede
El Colegio Convento de la Madre de Dios fue fundado por María de Mendoza, hija de los condes de Mélito, en 1565, como parte de la ciudad universitaria de Alcalá, aunque la construcción actual data de los siglos XVII y XVIII, ya que el edificio original se quedó pequeño y además era estructuralmente deficiente, si bien es probable que la portada del convento del inmueble definitivo, por la que actualmente se accede al Museo, esté reutilizada del anterior. El 2 de diciembre de 1808, durante la invasión francesa, fueron desalojados los frailes y convertido el inmueble en cuartel de caballería de las tropas napoleónicas, que aparentemente fueron las responsables de la destrucción del altar mayor de la iglesia y del saqueo de los objetos de valor. Los frailes regresaron en 1815, pero en 1835 el convento fue desamortizado, pasando a manos del Ayuntamiento de Alcalá de Henares. La zona conventual fue utilizada como cárcel hasta 1951, mientras que la iglesia acogió el colegio de abogados, juzgados y la Audiencia, sufriendo el conjunto del edificio profundas modificaciones, como el traslado de la portada de la iglesia, que daba a la plaza de las Bernardas, a la calle de Santiago. 
En 1985, año en que se traspasaron las competencias estatales en materia de arqueología a las comunidades autónomas, el Gobierno de la Comunidad de Madrid y el Ayuntamiento de Alcalá acordaron que el edificio se convirtiera en la sede del Museo Arqueológico Regional de la Comunidad de Madrid. Las obras comenzaron en 1987 ya que el edificio se encontraba muy degradado, presentando un avanzado estado de ruina en algunas zonas, por lo que hubo que someterlo a una importante rehabilitación.
Oficialmente el Museo se constituyó en 1997, mediante el Decreto 163/1997 de 27 de noviembre del Consejo de Gobierno de la Comunidad, siendo inaugurado el 25 de mayo de 1999, inicialmente solo con exposiciones temporales. El 6 de junio de 2003 se inauguró la exposición permanente y el 7 de mayo de 2007 se abrió el Patio de cristales, conseguido por medio del acristalamiento y acondicionamiento del antiguo claustro del convento, que ha pasado a usarse para conferencias y congresos, con un aforo de aproximadamente 200 personas, pudiendo acoger también representaciones teatrales y conciertos. 
En la actualidad se están llevando a cabo los trabajos para ampliar  El proyecto fue adjudicado inicialmente en diciembre de 2010, con un plazo de ejecución de siete meses, pero fue paralizado al año siguiente a causa de la crisis económica. 
En enero de 2018 se iniciaron las obras de ampliación de 3.300 metros cuadrados, un 46% más, mediante la construcción de un nuevo cuerpo en un solar anexo, ocupado hasta 2008 por la comisaría de Policía Nacional de la localidad; se culminó en 2020. Lo que permitió abrir al público la nueva sala de paleontología.

## Colecciones y actividades
Además de su función de investigación y conservación del patrimonio arqueológico exhibe una colección permanente con un recorrido cronológico y didáctico: fósiles paleontológicos, útiles paleolíticos, neolíticos, vestigios de la Edad del Bronce y la Edad del Hierro, una importante colección de época romana (destacando los mosaicos) y elementos de cultura material de las edades Antigua, Media y Moderna, llegando a la arqueología de la época industrial. Dicha colección va incrementándose conforme se producen nuevos descubrimientos en las prospecciones arqueológicas efectuadas en la Comunidad de Madrid y así, por ejemplo, a principios de 2012 se incorporaron más de medio centenar de piezas procedentes de recientes excavaciones, entre ellas una phiále mesómphalos (o patera umbilicata en latín) conocida como la Pátera de Titulcia.
Entre sus dependencias se encuentra la Biblioteca Emeterio Cuadrado, de uso restringido, especializada en Arqueología, Cartografía de la Comunidad de Madrid, Museología y Restauración.
Exposiciones temporales
El museo realiza exposiciones temporales de temática arqueológica, paleontológica e histórica. Para cada exposición, se edita un catálogo detallado, se ofrecen visitas guiadas para informar a los asistentes y se complementa con un ciclo de conferencias que profundiza en los temas abordados. 
- 2024/05/29 a 2025/05/28: La iglesia visigoda de El Rebollar (El Boalo)[9][10]
- 2024/12/20 a 2025/10/26: El arquitecto Rodolfo García-Pablos en el Palacio[11][12]
- 2025/03/27 a 2025/09/28: ¡Hispano! Gladiadores en el Imperio romano[13][14]

## Publicaciones
El Museo Arqueológico y Paleontológico de la Comunidad de Madrid desarrolla una labor editorial con el propósito de difundir el patrimonio arqueológico y paleontológico. Para cumplir esta función, lleva a cabo una producción institucional de publicaciones agrupadas en varias colecciones especializadas:
- Colección Zona Arqueológica, publicación especializada en estudios e investigaciones arqueológicas.
- Catálogos de exposiciones temporales. De cada muestra el museo realiza dos publicaciones, el catálogo de la exposición con las piezas y paneles que la conforman, y un catálogo de artículos de especialistas sobre el tema abordado por la exposición.
- Manuales de formación para arqueólogos. Cada uno de estos libros especializados están dedicados a un tema concreto y contiene las ponencias de los cursos de formación para profesionales organizados por el museo.
- Guía de los fondos y colecciones del museo, editada en varios idiomas.
- Otras publicaciones: álbumes ilustrados e infantiles, actas de congresos, folletos, etc.[16]

## Galería

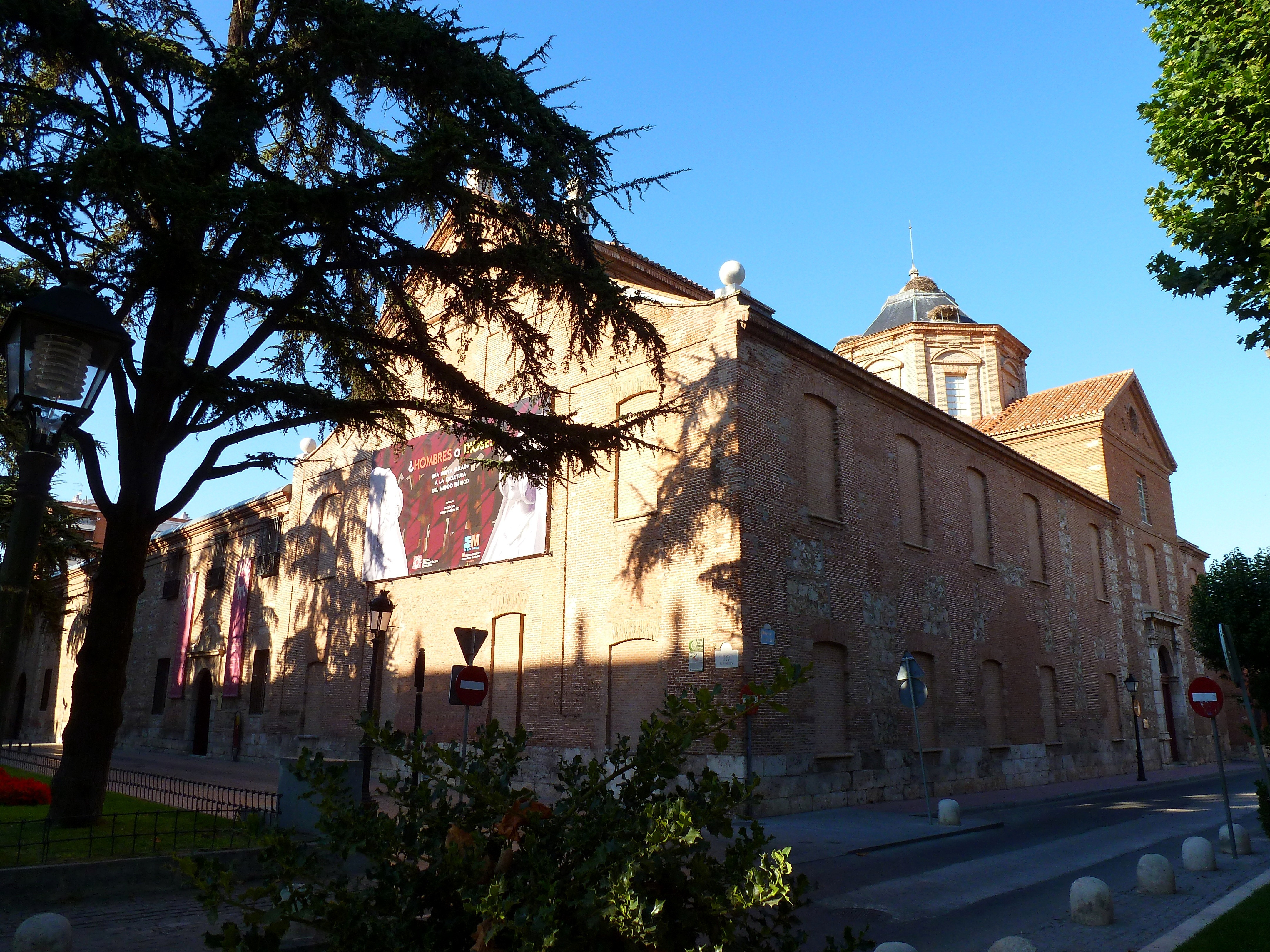
Vista de conjunto del edificio.
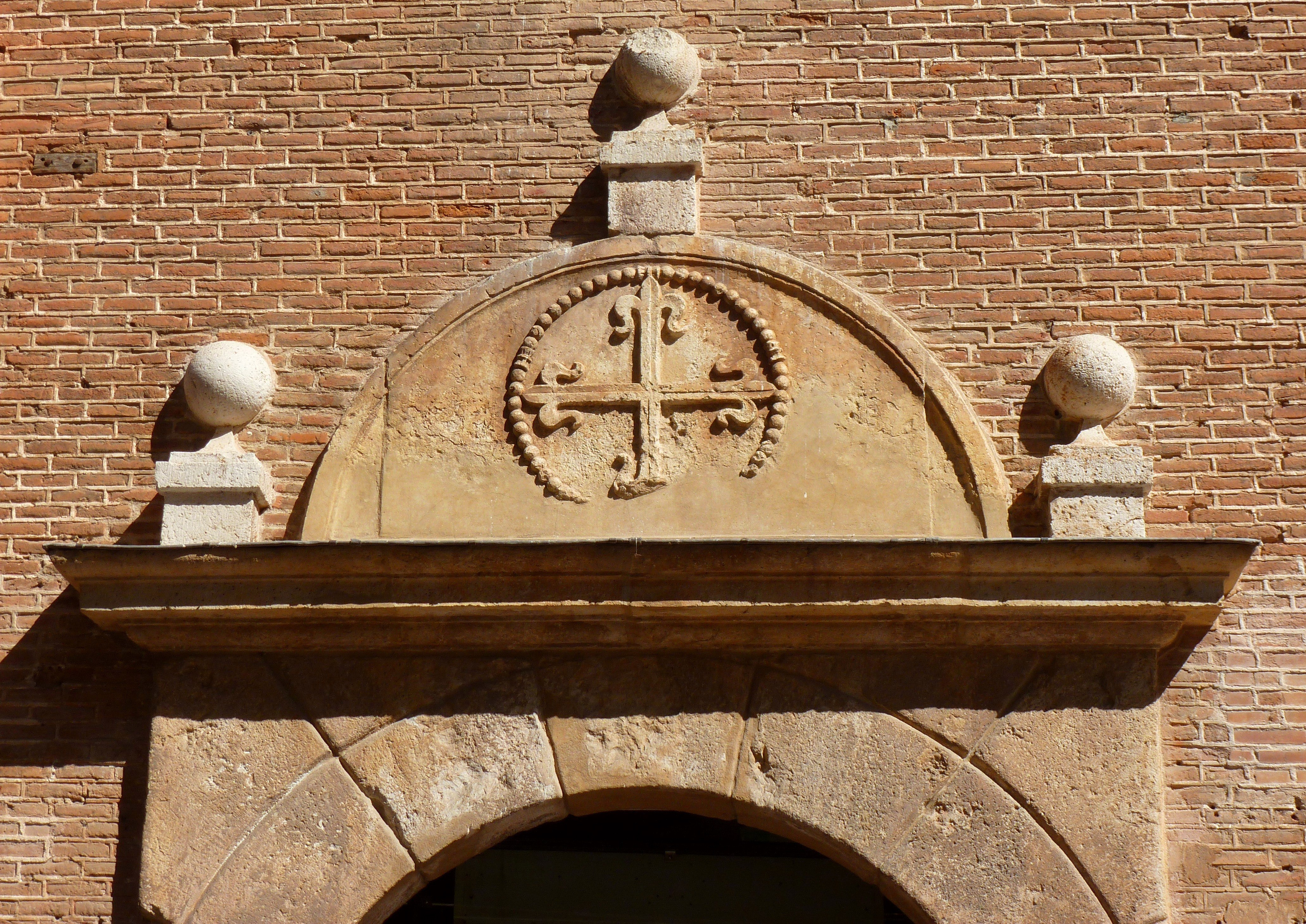
Detalle de la portada conventual. En el tímpano aparece en relieve la cruz de Santo Domingo de Guzmán (el fundador de los dominicos, la orden a la que pertenecía el convento), cuyos brazos rematan en flor de lis.
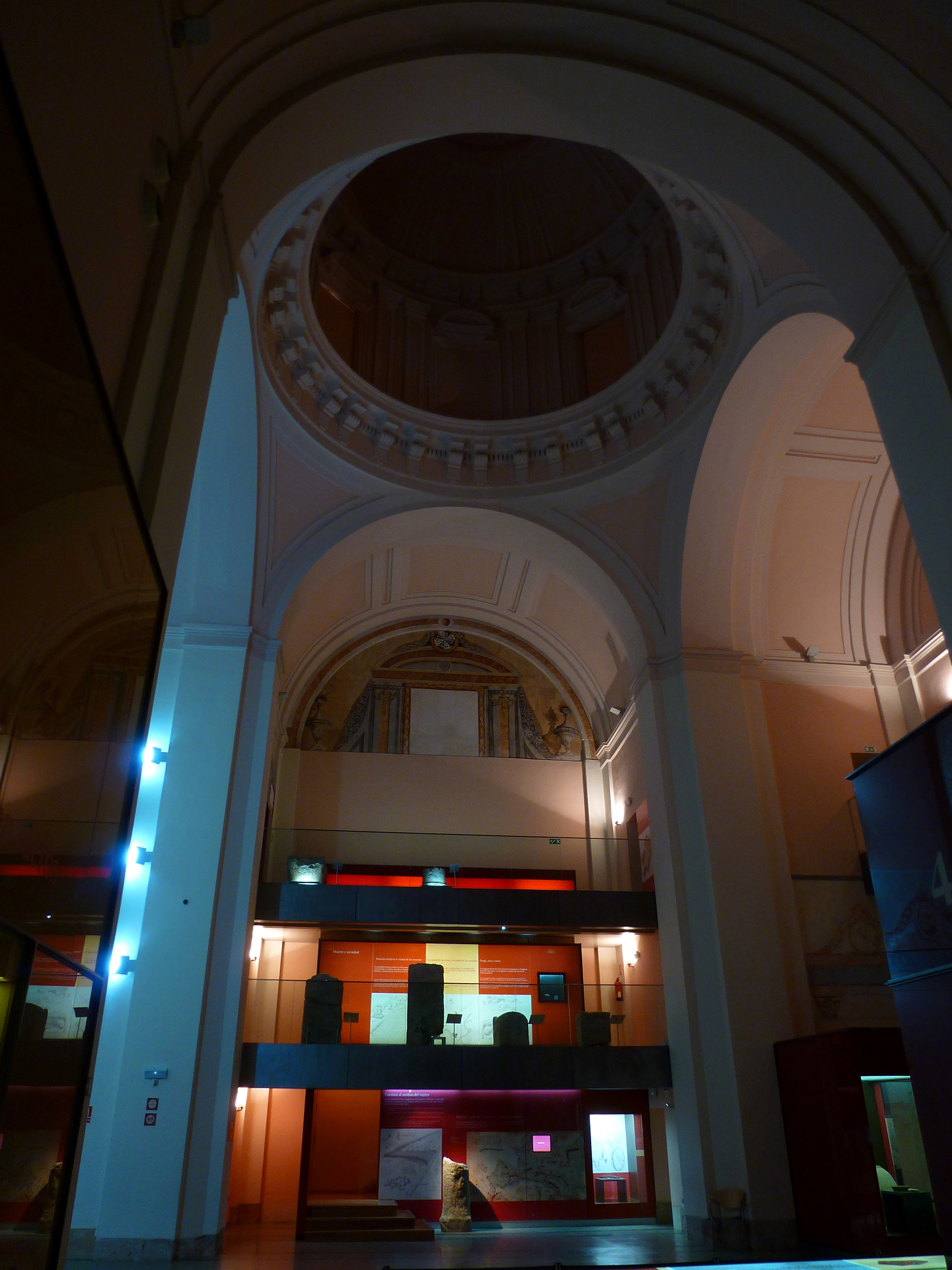
La antigua iglesia del convento, ahora transformada en espacio expositivo.
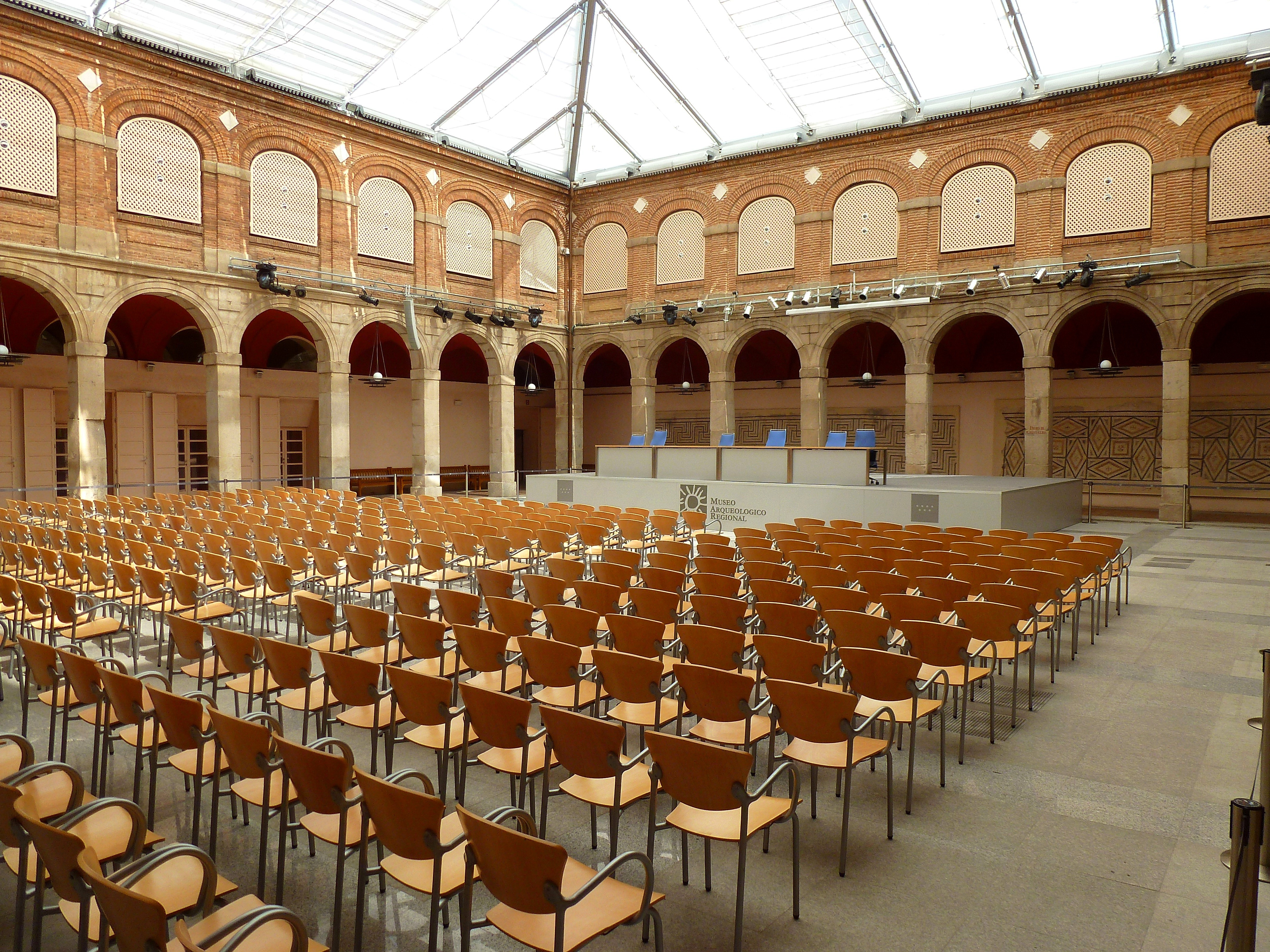
El Patio de cristales, en el antiguo claustro del convento. Bajo las arquerías está instalado el Jardín de antigüedades.
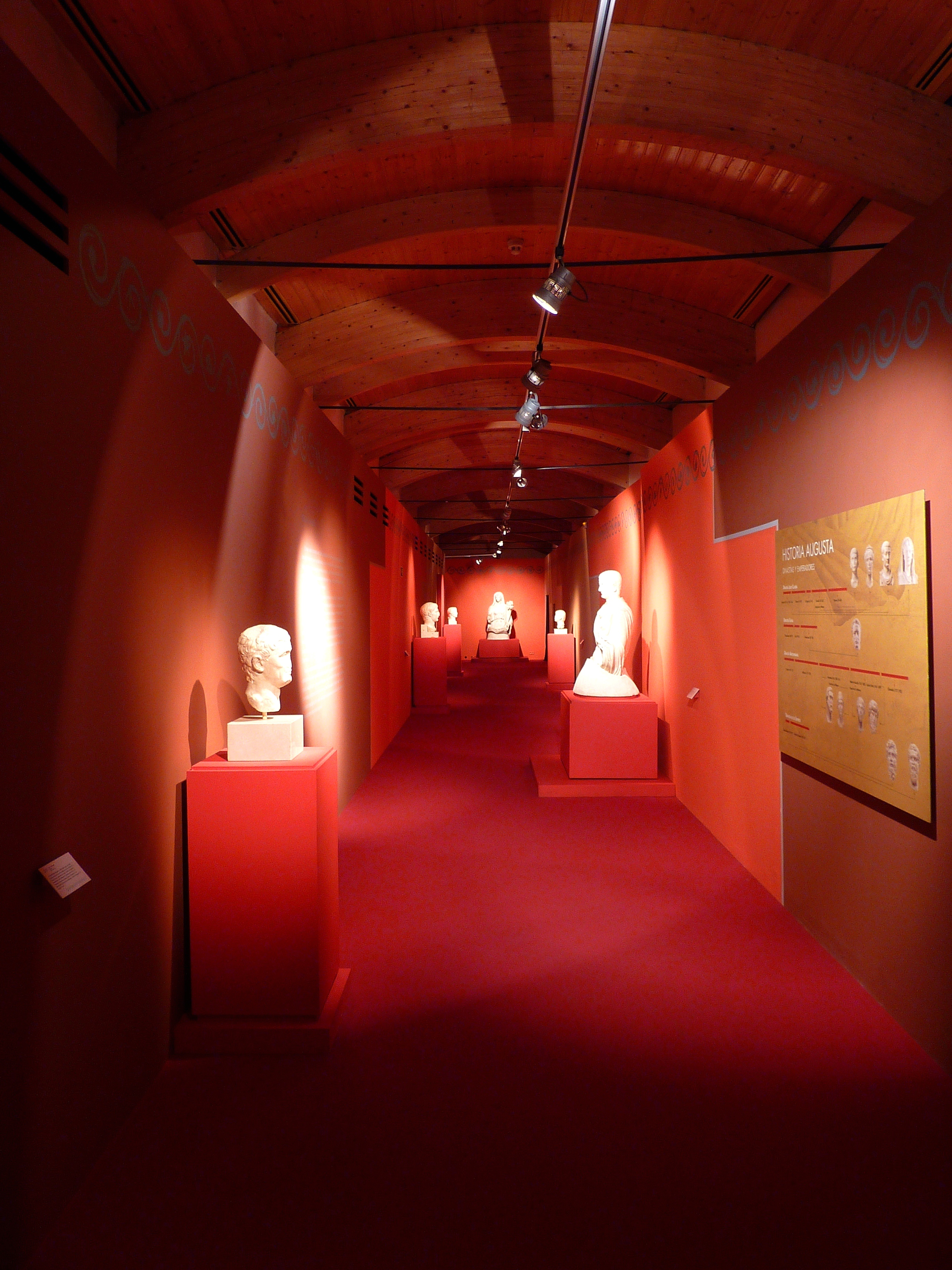
Vista parcial de la sala de exposiciones temporales, habilitada en las crujías del piso superior del claustro.
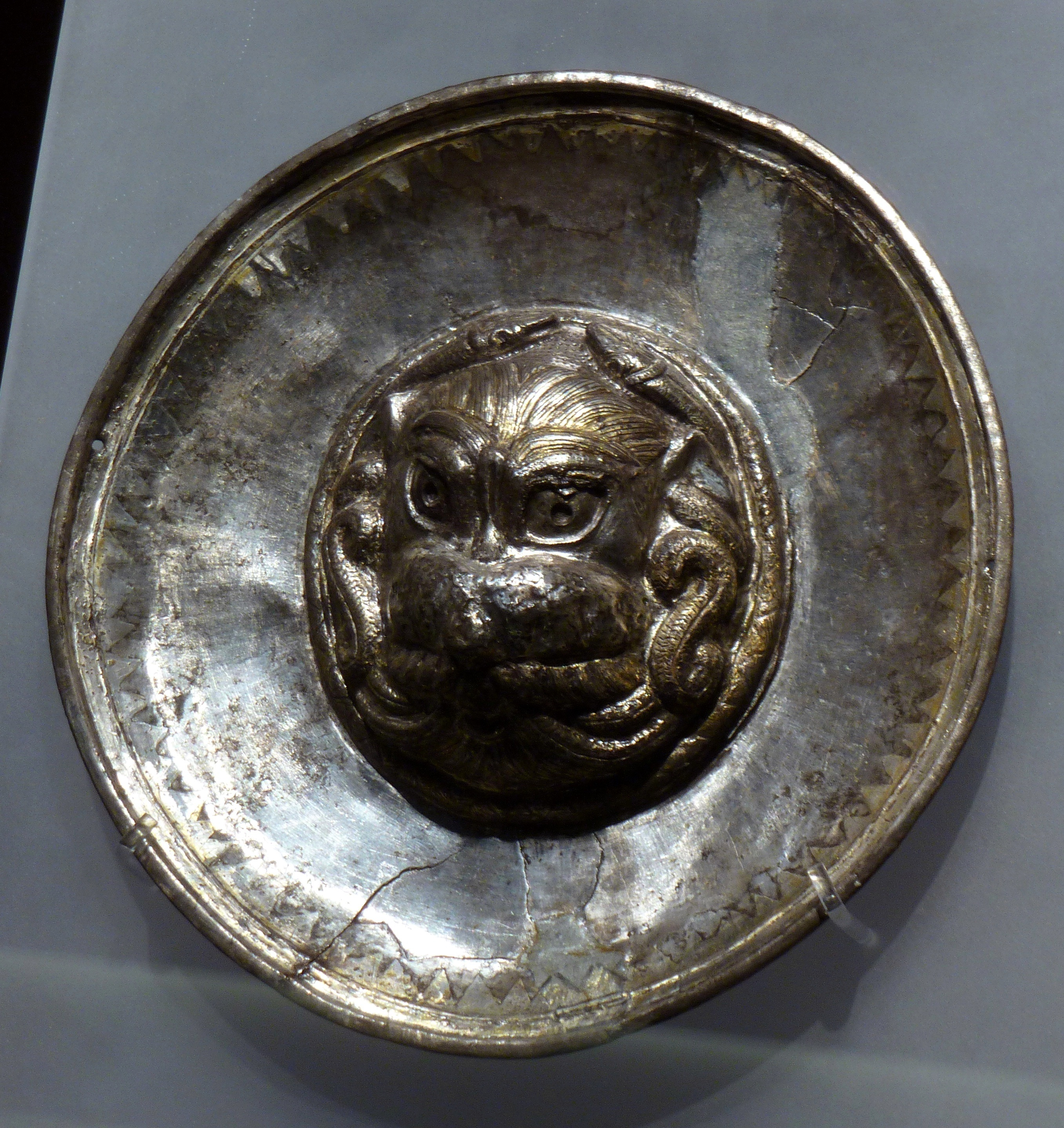
La Pátera de Titulcia.
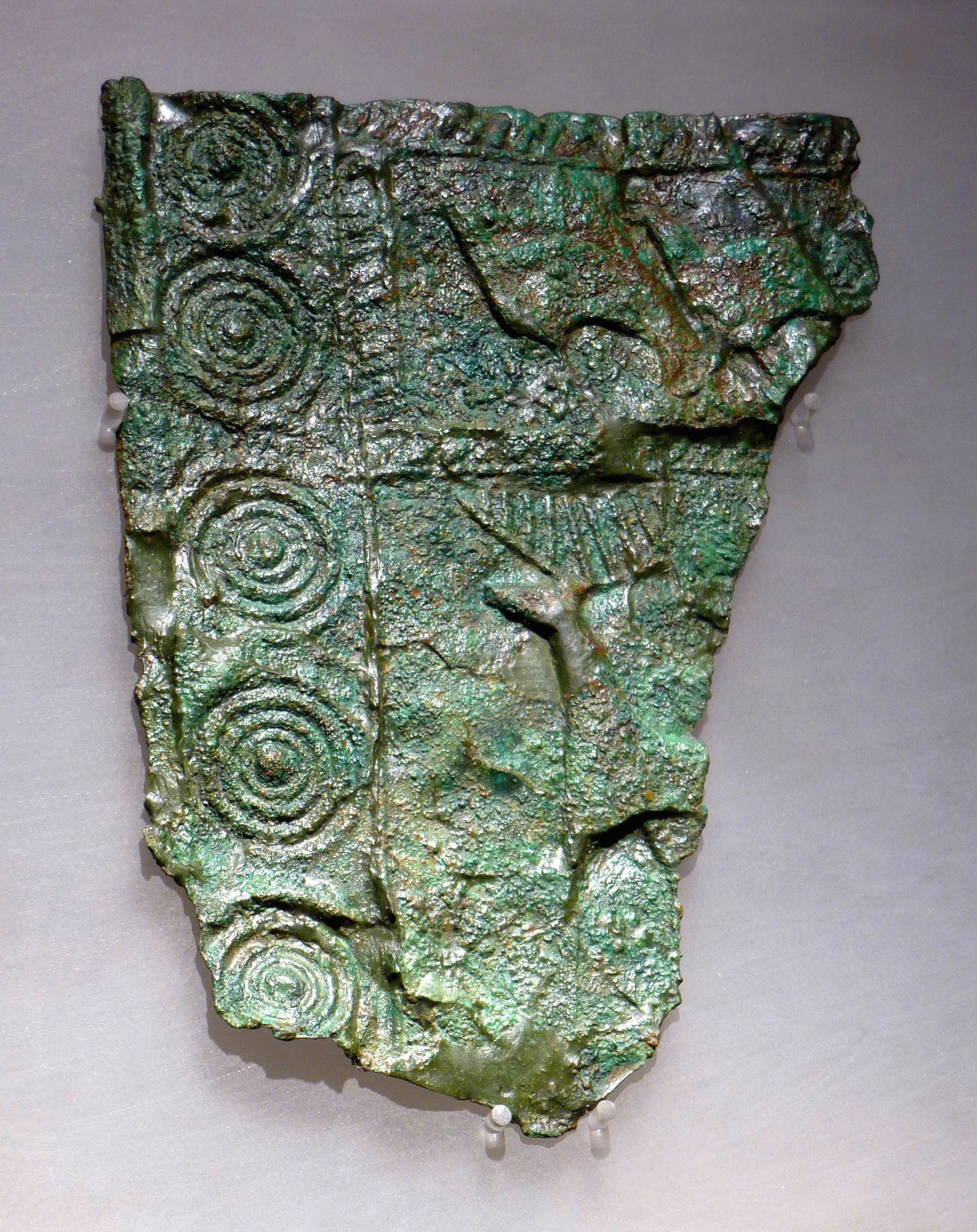
Placa decorada de bronce hallada en el asentamiento carpetano de El Llano de la Horca. Siglos III - I a. C.
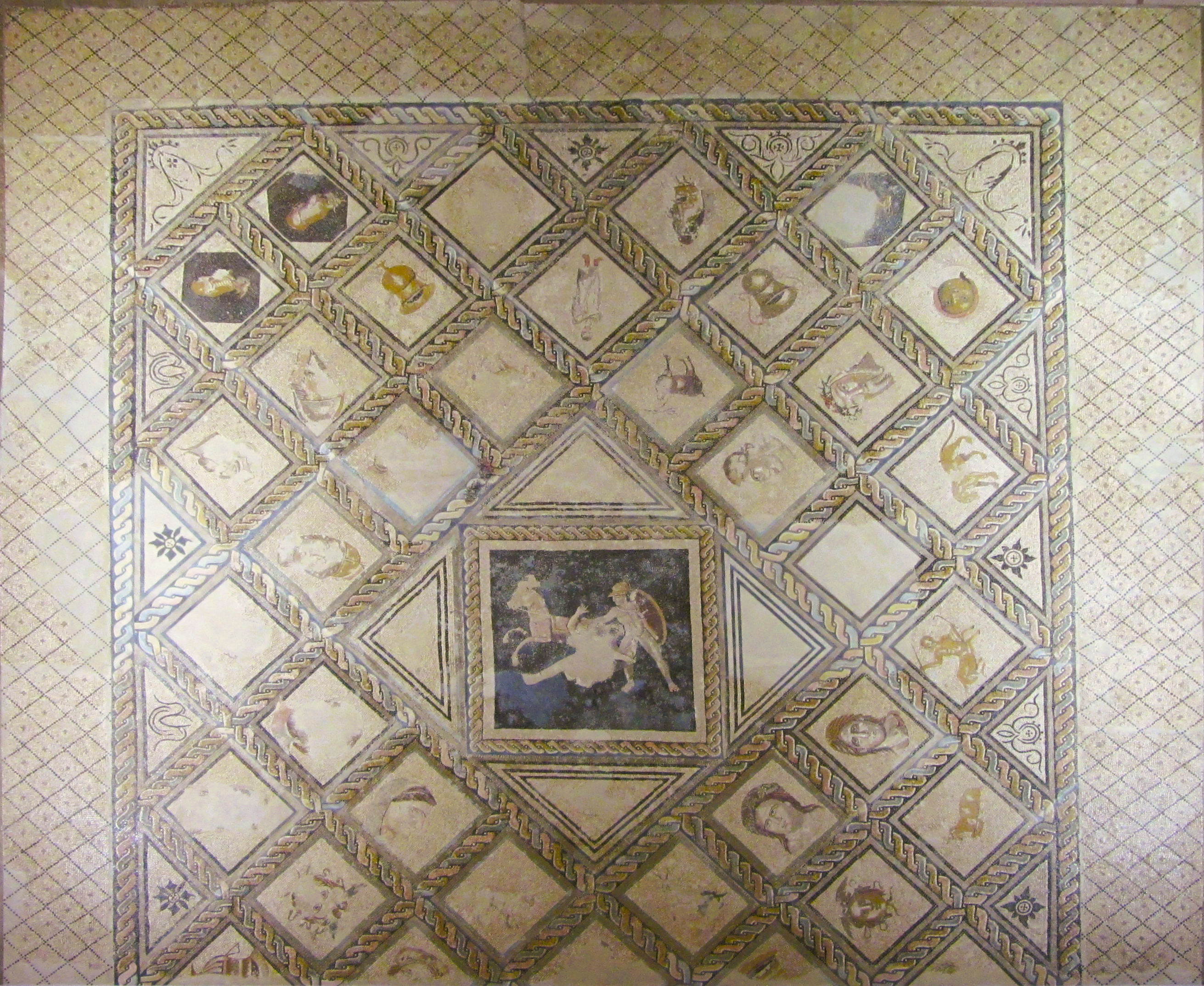
Mosaico de Aquiles y Pentesilea, Casa de Aquiles (Complutum), siglo IV d. C.
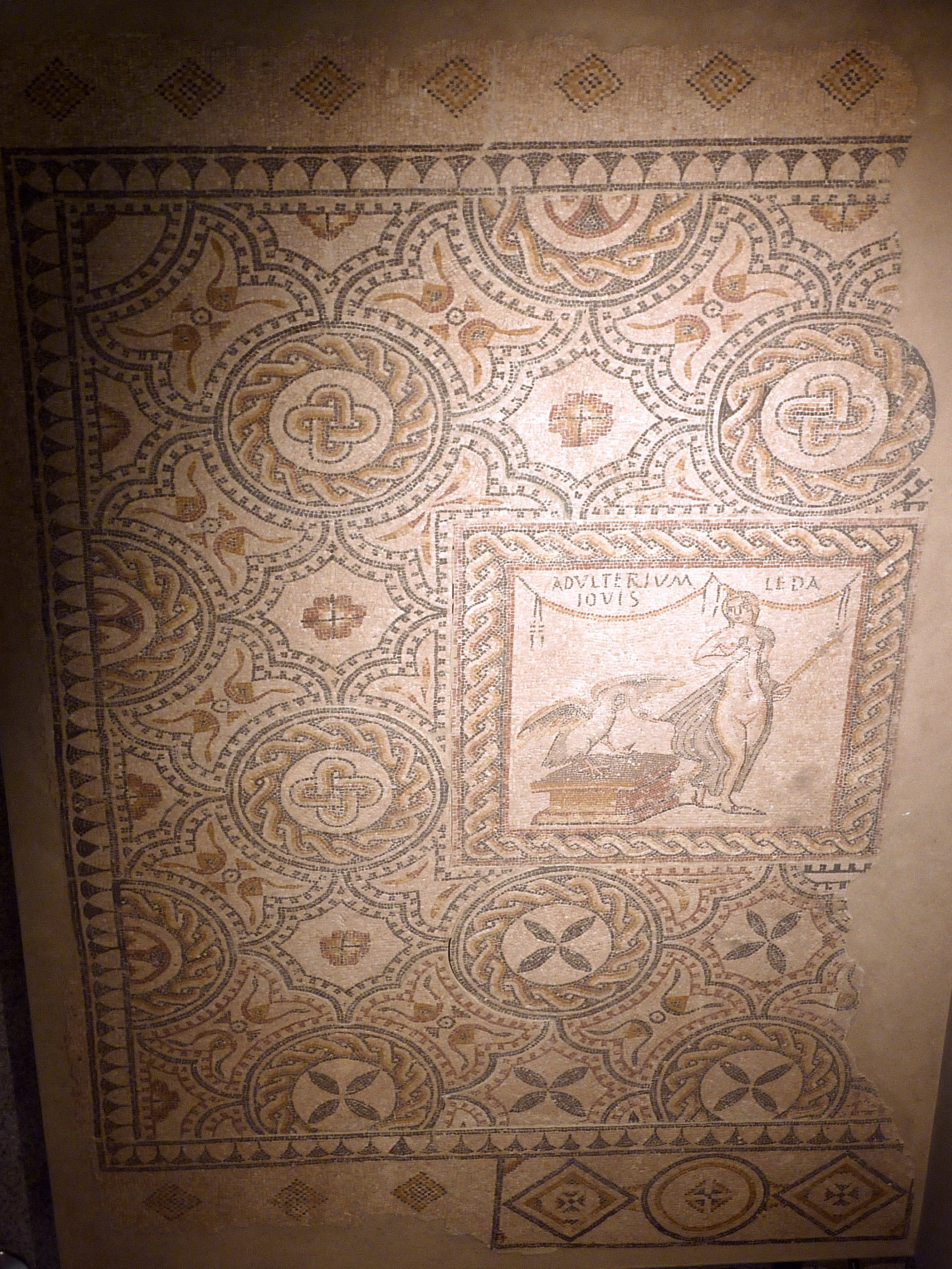
Mosaico de Zeus y Leda, Casa de Leda (Complutum), siglo IV d. C.
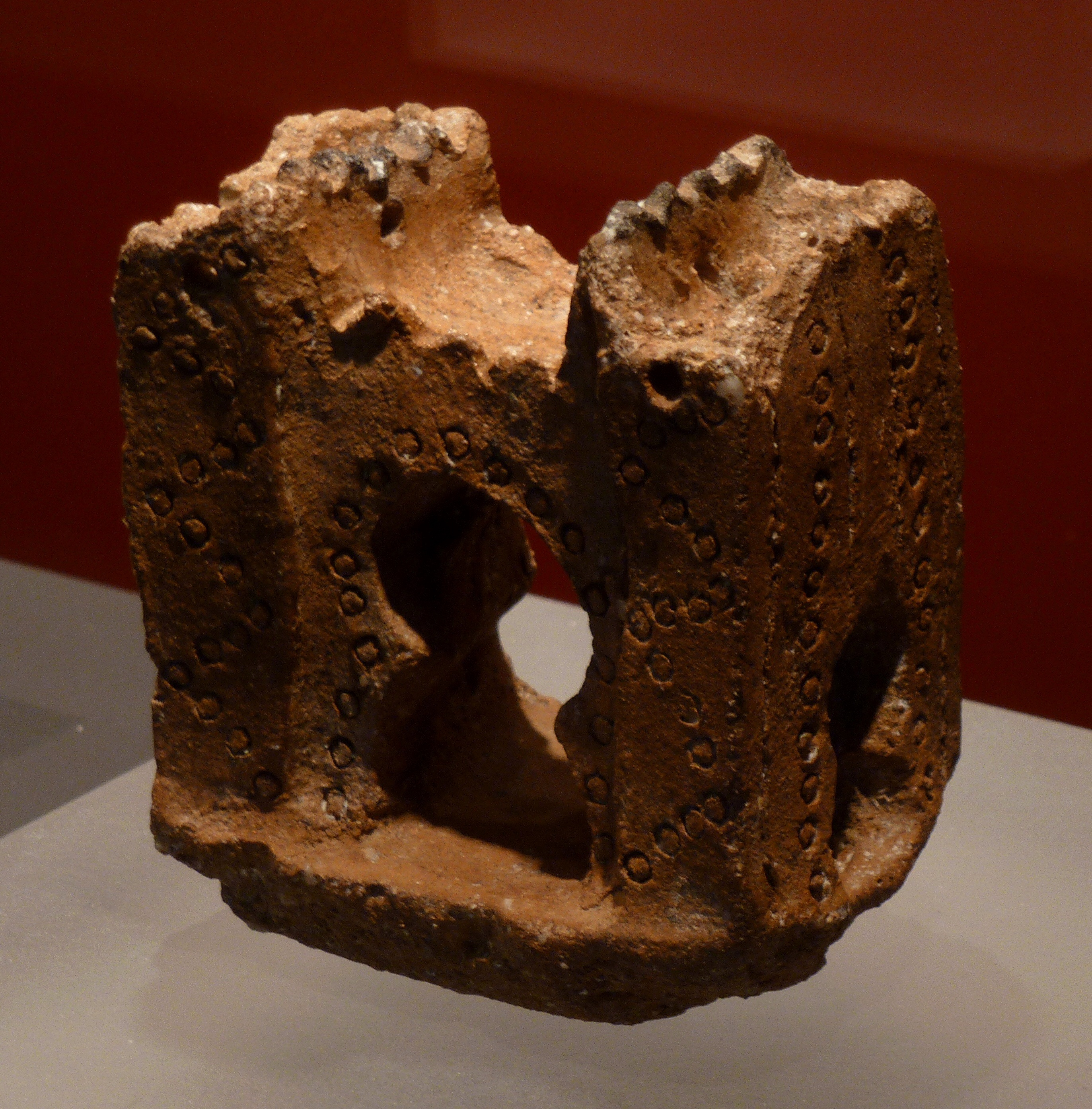
Maqueta de puerta de recinto fortificado islámico, Casa de San Isidro, Madrid, siglos X — XI.